# Georgian Idol
Georgian Idol ist der georgische Ableger der britischen Castingshow Pop Idol und wurde ursprünglich jährlich von 2008 bis 2013 ausgestrahlt.
2017 kehrte das Format unter den Namen Georgian Idol zurück.
Georgian Idol 2019 diente dazu, sowohl den Interpreten als auch das Lied zum Eurovision Song Contest 2019 in Tel Aviv, Israel auszuwählen.
2020 wurde lediglich der Interpret für den Eurovision Song Contest 2020 in Rotterdam (Niederlande) über die Sendung ausgewählt.